# 貫徹輔助魔法支援弱小隊友的宮廷魔法師，慘遭驅逐後目標成為最強冒險者
《貫徹輔助魔法支援弱小隊友的宮廷魔法師，慘遭驅逐後目標成為最強冒險者》是連載於成為小說家吧的輕小說，原作作者為亞流斗、夕薙和門司雪繪畫插畫與漫畫版。漫畫第一卷於2021年11月9日由發售，並在《Magazine Pocket》上連載。2025年3月21日，宣布動畫化並於同年10月播出。

## 故事簡介
一直在幕後支持太子的宮廷魔術師亞列克，因為身份是平民而被開除黨籍並被驅逐隊伍。被驅逐隊伍後，亞列克拜訪了他曾經待過的王立魔法學院，在那裡遇見曾一起組隊的天才輔助魔法師尤爾哈，並被她邀請參加組隊。

## 登場人物

### 永恆時光
亞列克·尤古雷特（聲：梅田修一朗）
本作主角。曾經打敗需要五種不同屬性的68層頭目“多頭龍”，而被冒險者們稱為「五色的魔法師」。因缺乏資金養活父親，而決定受國王邀請擔任宮廷魔法師。主要与太子並肩作戰並擔任隊伍中的輔助，但在多次與太子並肩作戰中，因太子的高傲而被驅逐隊伍。被驅逐後回歸原本所屬的4人冒險者小隊。
悠爾哈·艾森茲（聲：久保百合花）
亞列克的隊友之一、永恆時光隊長、天才輔助魔法師、祈願者之一。喜欢亞列克。孤兒院長大的孩子，一直在尋找失蹤的哥哥格蘭。
奧涅斯特（聲：水中雅章）
亞列克的隊友之一、自稱天才的戰士，不會操控魔力卻擁有驚人的魔力量。
庫拉斯阿（聲：田澤茉純）
亞列克的隊友之一、回覆師，被奧涅斯特稱為“潔癖症”。原本預定成為家族的煉金術士繼承人、但被姊姊陷害篡奪。後來在尋找並拯救姐姐時才解開誤會。

### 緋色之花
洛基·希爾貝利亞
擅長詐欺的陷阱魔法師。
科雷斯塔
坦克殺手時發生意外而帶著負傷尋找支援。
瑪貝爾
大劍使用者。

### 賈爾達那王國
列古爾斯·賈爾達那
賈爾達那王國太子。由於個性傲慢加上認為亞列克在隊伍裡毫無貢獻，因此將亞列克踢出隊伍。後來此行為受到父王菲路古斯王的指責。由於無法接受與平民合作，因此決定與亞列克決鬥。在與亞列克正面的決鬥中敗北才重新審視自己的能力不足，並對亞列克道歉。
艾爾達斯·米赫拉
亞列克的師傅，賈爾達那王國的前宮廷魔法師。因情勢所逼而殺害亞列克的母親，也因此對亞列克有所愧疚。
沃冈
賈爾達那的貴族。

### 無名
路奥路克
S級團隊「無名」的隊員。
奧莉維亞
S級團隊「無名」的隊員。被同為師傅和養父的梅利亞背叛而身受重傷。
梅利亞·迪雅爾
劍聖，同時亦是奧利維亞的師傅。

### 黑暗公會
特奧多爾
黑暗公會的首领。看穿里克的目的與真身。
格洛利亞
外號「愤怒」。
里克
格蘭的好友，認為格蘭已死。為了弒神而加入黑暗公會並偽裝成格蘭。

## 出版書籍

### 輕小說
| 卷數 | 讲谈社        | 讲谈社                 |
| 卷數 | 發售日期      | ISBN                   |
| ---- | ------------- | ---------------------- |
| 1    | 2021年8月2日  | ISBN 978-4-06-523125-8 |
| 2    | 2022年2月2日  | ISBN 978-4-06-526058-6 |
| 3    | 2022年10月3日 | ISBN 978-4-06-529353-9 |
| 4    | 2023年7月1日  | ISBN 978-4-06-531813-3 |
| 5    | 2024年8月2日  | ISBN 978-4-06-535656-2 |

### 漫畫
| 卷數 | 讲谈社        | 讲谈社                 | 東立出版社     | 東立出版社             |
| 卷數 | 發售日期      | ISBN                   | 發售日期       | ISBN                   |
| ---- | ------------- | ---------------------- | -------------- | ---------------------- |
| 1    | 2021年11月9日 | ISBN 978-4-06-526008-1 | 2023年12月21日 | ISBN 978-626-347-911-1 |
| 2    | 2022年2月9日  | ISBN 978-4-06-526885-8 |                |                        |
| 3    | 2022年5月9日  | ISBN 978-4-06-527832-1 |                |                        |
| 4    | 2022年8月9日  | ISBN 978-4-06-528647-0 |                |                        |
| 5    | 2022年11月9日 | ISBN 978-4-06-529646-2 |                |                        |
| 6    | 2023年2月9日  | ISBN 978-4-06-530536-2 |                |                        |
| 7    | 2023年5月9日  | ISBN 978-4-06-531559-0 |                |                        |
| 8    | 2023年8月8日  | ISBN 978-4-06-532467-7 |                |                        |
| 9    | 2023年10月6日 | ISBN 978-4-06-533289-4 |                |                        |
| 10   | 2024年1月9日  | ISBN 978-4-06-534161-2 |                |                        |
| 11   | 2024年4月9日  | ISBN 978-4-06-535151-2 |                |                        |
| 12   | 2024年7月9日  | ISBN 978-4-06-536117-7 |                |                        |
| 13   | 2024年10月8日 | ISBN 978-4-06-537037-7 |                |                        |
| 14   | 2025年1月8日  | ISBN 978-4-06-538047-5 |                |                        |
| 15   | 2025年4月9日  | ISBN 978-4-06-539036-8 |                |                        |
| 16   | 2025年7月9日  | ISBN 978-4-06-539997-2 |                |                        |

## 外部連結
- 官方网站 -動畫（日語）
- 成為小說家吧（日語）
- Magazine Pocket （页面存档备份，存于）（日語）